# Harald Andersson (skådespelare)
Harald "Bagarn" Andersson, född Harald Georg Andersson den 29 september 1909 i Masthugget, Göteborg, död den 12 mars 1996 i Västra Frölunda, var en svensk skådespelare, musiker och bagare.
Harald Andersson är begravd på Västra kyrkogården i Göteborg.

## Filmografi
- 1981 – Sista budet
- 1985 – Smugglarkungen

## TV-produktioner
- 1983 – Nilla (TV-serie)
- 1984 – Taxibilder (TV-serie)

## Musikalisk karriär
Bagarn Andersson släppte 1979 på Proletärkultur en LP med namnet Stjärnsmällar och tjuvnyp, ackompanjerad av Sven Tjuslings trio - skivbeteckning PROLP 179. Han medverkar på flera LP- och CD-skivor, exempelvis Stöd de strejkande hamnarbetarna och R-arnas största hits.

## Övrigt
Bagarn, och andra svartlistade arbetare, pryder omslaget till Knutna Nävars skiva De svarta listornas folk.

### Fotnoter
1. ↑  ”Harald Andersson”. Svensk Filmdatabas. http://www.sfi.se/sv/svensk-filmdatabas/Item/?type=PERSON&itemid=280275&ref=%2ftemplates%2fSwedishFilmSearchResult.aspx%3fid%3d1225%26epslanguage%3dsv%26searchword%3dHarald+Andersson%26type%3dPerson%26match%3dBegin%26page%3d1%26prom%3dFalse. Läst 22 september 2012.
2. ↑  ”Andersson, Harald Georg”. SvenskaGravar.se. https://www.svenskagravar.se/gravsatt/f675162e-8fb2-43d2-99c8-ff0c732f7381. Läst 7 januari 2024.
3. ↑  ”Harald Andersson” (på engelska). Music brainz. https://musicbrainz.org/artist/fad4b72a-b3d6-49fb-9082-6dbdb017cb02. Läst 25 mars 2017.
4. ↑  ”De svarta listornas folk - framsida”. http://www.lars-daniel.se/knutna_navar/sidor/kn/slf_omslag/kn_slf_fodralfront.jpg.
5. ↑  ”De svarta listornas folk - baksida”. http://www.lars-daniel.se/knutna_navar/sidor/kn/slf_omslag/kn_slf_fodralback.jpg.